# Aufstand von Kileler
Der Aufstand von Kileler (griechisch Εξέγερση του Κιλελέρ Exergesi tou Kileler) ereignete sich am 6. März 1910 im  griechischen Kileler, Thessalien. Bei Auseinandersetzungen zwischen protestierenden Bauern und Militärangehörigen wurden mindestens vier Protestierende getötet und zahlreiche verletzt.

## Hintergrund
Die ländlichen Gebiete in Thessalien wurden bis 1881 wie in anderen Teilen des Osmanischen Reichs durch das Çiftlik-System geregelt: Die Großgrundbesitzer hatten einen semifeudalen Status und erhielten einen Teil des landwirtschaftlichen Ertrags, dafür waren sie verpflichtet, ihren Bauern die Unterkunft zu stellen, die einen gewissen Anteil am Ertrag selbst erhielten. Nach dem Anschluss Thessaliens an Griechenland wurden die zuvor türkischen Großgrundbesitzer durch griechische ersetzt, am Zuschnitt der ausgedehnten Ländereien wurde jedoch nichts geändert. Ein quasi byzantinisches Rechtssystem stellte die Bauern in der Zeit von 1881 bis 1917 eher schlechter als zuvor. So wurden ländliche Proteste häufiger, speziell nach der Ermordung des Aktivisten Marinos Andypas am 8. März 1907. Die Versprechungen von Eleftherios Venizelos während seines Wahlkampfs 1910 bezüglich einer Landreform politisierten die Bauern zusätzlich. Im März 1910 organisierten sie einen Massenprotest in Larisa, und viele Bauern der Region reisten in die Stadt.

## Ereignisse
Der eigentliche Zwischenfall begann, als einige hundert Bauern in Kileler versuchten, ohne Fahrkarte mit dem Zug nach Larisa zu reisen. Als ihr Ansinnen abgelehnt wurde, gaben sie zunächst nach, aber dann entstand eine Konfrontation zwischen ihnen und dem Direktor der Thessalischen Eisenbahnen, der mit Militärkräften im Zug auf dem Weg nach Larisa war. Er ließ die Soldaten zunächst in die Luft schießen, worauf die Bauern den Zug mit Steinen attackierten und zu entern versuchten. Darauf griffen die Soldaten die Bauern direkt an, es gab zwei Tote und zahlreiche Verletzte. Ähnliches ereignete sich, als der Zug den Bahnhof von Tsoular (dem heutigen Melia) passierte, aus dem Zug wurden hier zwei weitere der Protestierenden erschossen und 15 Personen verletzt. Als die Nachricht über die Tötungen sich in Larisa verbreitete, wurden die Auseinandersetzungen zwischen Bauern und Militär heftiger.

## Folgen
Viele der Bauern wurden vor Gericht gestellt, aber keiner wurde verurteilt.
Die Notwendigkeit der griechischen Regierung, Bauern für die Kriege zu rekrutieren, und die Ansiedlung von Flüchtlingen aus Kleinasien ab 1923 in Griechenland führte zur Umsetzung eines Landreform-Gesetzes von 1917, mit dem die großen Ländereien parzelliert und an Bauern übereignet wurden.